# فهرست قنات‌های شهرستان فریمان
جدول زیر بر اساس آمار وزارت جهاد کشاورزی تهیه شده‌است. فهرست زیر قنات‌های شهرستان فریمان در استان خراسان رضوی را نشان می‌دهد.
| نام قنات       | موقعیت                       | نزدیک‌ترین روستا | طول قنات (متر) | تعداد میله چاه | عمق مادر چاه | دبی (لیتر بر ثانیه) | سطح زیر کشت (هکتار) |
| -------------- | ---------------------------- | --------------- | -------------- | -------------- | ------------ | ------------------- | ------------------- |
| آق کمر سفلی    | بخش مرکزی شهرستان فریمان     | آق کمر سفلی     | ۱۷۰۰           | ۳۰             | ۲۴           | ۱۰                  | ۳۵                  |
| اب قلعه        | بخش مرکزی شهرستان فریمان     | اب قلعه         | ۲۰۰۰           | ۳۷             | ۳۵           | ۸                   | ۳۰                  |
| احمد سلطان     | بخش مرکزی شهرستان فریمان     | احمد سلطان      | ۲۵۰            | ۲۰             | ۱۰           | ۵                   | ۲۰                  |
| اره کهر        | بخش قلندرآباد شهرستان فریمان | اره کهرچشمهابان | ۲۰۰            | ۶              | ۷            | ۶                   | ۲۰                  |
| استخر          | بخش قلندرآباد شهرستان فریمان | استخر           | ۷۰۰            | ۱۸             | ۲۰           | ۱۰                  | ۳۵                  |
| اقاملک         | بخش مرکزی شهرستان فریمان     | اقاملک          | ۴۰۰۰           | ۱۰۰            | ۳۵           | ۶                   | ۲۰                  |
| اقبالیه        | بخش مرکزی شهرستان فریمان     | اقبالیه         | ۲۸۰۰           | ۴۲             | ۵۵           | ۲۰                  | ۰                   |
| اقر بالا       | بخش مرکزی شهرستان فریمان     | اقر بالا        | ۵۰۰            | ۲۰             | ۹            | ۶                   | ۵۰                  |
| التاتو         | بخش مرکزی شهرستان فریمان     | التاتو          | ۱۰۰۰           | ۳۰             | ۹            | ۱۵                  | ۳۰                  |
| الغور          | بخش قلندرآباد شهرستان فریمان | الغور           | ۴۰۰            | ۱۶             | ۱۰           | ۹                   | ۳۰                  |
| الغور پا’ین    | بخش قلندرآباد شهرستان فریمان | الغور پائین     | ۳۵۰            | ۱۵             | ۱۰           | ۵                   | ۲۰                  |
| النگ پشه       | بخش قلندرآباد شهرستان فریمان | النگ پشه        | ۲۰۰            | ۱۵             | ۲۰           | ۱۵                  | ۴۳                  |
| امیرآباد       | بخش مرکزی شهرستان فریمان     | امیرآباد        | ۳۵۰            | ۷              | ۶            | ۳۵                  | ۱۸                  |
| اوبروی قلعه    | بخش قلندرآباد شهرستان فریمان | کاریزبداق       | ۸۰۰            | ۱۵             | ۲۵           | ۲۰                  | ۶۵                  |
| اولنگ          | بخش قلندرآباد شهرستان فریمان | اولنگ           | ۳۰۰            | ۱۷             | ۵            | ۱۳                  | ۳۰                  |
| اولنگ حسینقلی  | بخش قلندرآباد شهرستان فریمان | اولنگ حسین قلی  | ۱۵۰۰           | ۲۵             | ۱۴           | ۴۰                  | ۱۰۰                 |
| اولنگ علیا     | بخش قلندرآباد شهرستان فریمان | اولنگ علیا      | ۲۰۰            | ۱۵             | ۱۲           | ۵                   | ۲۰                  |
| باباقره        | بخش مرکزی شهرستان فریمان     | باباقره         | ۵۰۰            | ۱۵             | ۶            | ۷                   | ۲۴                  |
| باغ            | بخش قلندرآباد شهرستان فریمان | صومعه بزرگ      | ۵۰۰            | ۲۰             | ۱۰           | ۷                   | ۳۵                  |
| باغ عباس بالا  | بخش مرکزی شهرستان فریمان     | باغ عباس        | ۴۰۰            | ۴              | ۷            | ۱۰                  | ۲۵                  |
| باغ عباس پاین  | بخش مرکزی شهرستان فریمان     | باغ عباس        | ۱۸۰            | ۵              | ۶            | ۱۵                  | ۲۷                  |
| باغسالار       | بخش مرکزی شهرستان فریمان     | باغسالار        | ۱۲۰۰           | ۸۷             | ۳۰           | ۲۵                  | ۹۰                  |
| باغک           | بخش قلندرآباد شهرستان فریمان | باغک            | ۴۵۰            | ۴۰             | ۹            | ۸                   | ۳۵                  |
| باغک           | بخش قلندرآباد شهرستان فریمان | سفید سنگ        | ۱۰۰۰           | ۲۵             | ۱۵           | ۲                   | ۵                   |
| بالا           | بخش قلندرآباد شهرستان فریمان | صومعه بزرگ      | ۱۰۰۰           | ۳۰             | ۲۲           | ۱۰                  | ۳۵                  |
| بالا           | بخش قلندرآباد شهرستان فریمان | سنگ نقره        | ۱۰۰۰           | ۲۵             | ۱۸           | ۱۲                  | ۴۰                  |
| بالا           | بخش قلندرآباد شهرستان فریمان | استخر           | ۵۰۰            | ۲۵             | ۱۵           | ۶                   | ۲۵                  |
| بررود          | بخش قلندرآباد شهرستان فریمان | بررود           | ۱۰۰۰           | ۳۵             | ۱۶           | ۶                   | ۱۵                  |
| بره خور        | بخش مرکزی شهرستان فریمان     | بره خور         | ۸۰۰            | ۲۰             | ۱۷           | ۸                   | ۲۵                  |
| بیسوز          | بخش مرکزی شهرستان فریمان     | بیسوز           | ۲۰۰            | ۸              | ۱۰           | ۷                   | ۲۰                  |
| تلخ بالا       | بخش قلندرآباد شهرستان فریمان | کلاته جبار      | ۱۲۰۰           | ۲۵             | ۳۰           | ۱۷                  | ۴۵                  |
| جعفرآباد       | بخش مرکزی شهرستان فریمان     | جعفرآباد        | ۶۰۰            | ۳۰             | ۱۰           | ۱۰                  | ۳۰                  |
| جلگه زاوه      | بخش قلندرآباد شهرستان فریمان | دولت‌آباد کاریز  | ۱۵۰۰           | ۱۷             | ۱۷           | ۱۸                  | ۲۵                  |
| جمران          | بخش مرکزی شهرستان فریمان     | جمران           | ۱۲۰۰           | ۲۰             | ۱۲           | ۱۰                  | ۳۵                  |
| جنت‌آباد        | بخش قلندرآباد شهرستان فریمان | جنت‌آباد         | ۲۰۰            | ۱۰             | ۱۰           | ۱۰                  | ۲۵                  |
| حاج رستم       | بخش قلندرآباد شهرستان فریمان | کلاته حاج رستم  | ۱۰۰۰           | ۱۴             | ۲۴           | ۶                   | ۱۵                  |
| حاجی‌آباد       | بخش مرکزی شهرستان فریمان     | حاجی‌آباد        | ۳۰۰۰           | ۱۰۰            | ۲۵           | ۱۲                  | ۲۵                  |
| حسن بلبل       | بخش قلندرآباد شهرستان فریمان | حسن بلبل        | ۱۶۰۰           | ۳۰             | ۳۰           | ۲۰                  | ۵۵                  |
| حسنعلی‌آباد     | بخش مرکزی شهرستان فریمان     | حسن علی‌آباد     | ۲۲۰۰           | ۵۰             | ۳۵           | ۳۰                  | ۷۰                  |
| حسن‌آباد        | بخش قلندرآباد شهرستان فریمان | حسن‌آباد         | ۲۷۰۰           | ۳۳             | ۶۵           | ۸                   | ۲۵                  |
| حسن‌آباد صوفی   | بخش مرکزی شهرستان فریمان     | حسن‌آباد صوفی    | ۴۰۰            | ۶              | ۴            | ۴                   | ۱۸                  |
| حسن‌آباد صوفی   | بخش مرکزی شهرستان فریمان     | حسن‌آباد صوفی    | ۱۰۰            | ۳              | ۳            | ۱۲                  | ۳۵                  |
| حسینیه         | بخش قلندرآباد شهرستان فریمان | سفید سنگ        | ۱۳۰۰           | ۲۵             | ۲۳           | ۲۵                  | ۸۰                  |
| حصارسرخ        | بخش مرکزی شهرستان فریمان     | حصارسرخ         | ۱۰۰۰           | ۷۰             | ۱۷           | ۲۵                  | ۶۰                  |
| حکیم‌آباد       | بخش مرکزی شهرستان فریمان     | حکیم‌آباد        | ۱۲۰۰           | ۲۸             | ۲۸           | ۸                   | ۳۵                  |
| حیدرآباد       | بخش قلندرآباد شهرستان فریمان | حیدرآباد        | ۴۲۰۰           | ۴۰             | ۸۵           | ۲۵                  | ۶۵                  |
| خار زار        | بخش قلندرآباد شهرستان فریمان | خار زار         | ۴۰۰            | ۱۴             | ۱۸           | ۷                   | ۲۵                  |
| خرم‌آباد        | بخش قلندرآباد شهرستان فریمان | خرم‌آباد         | ۴۰۰            | ۸              | ۸            | ۱۲                  | ۱۰                  |
| خلیل‌آباد       | بخش قلندرآباد شهرستان فریمان | خلیل‌آباد        | ۹۰۰            | ۲۵             | ۲۲           | ۶                   | ۲۵                  |
| درخت بید       | بخش قلندرآباد شهرستان فریمان | درخت بید        | ۴۰۰            | ۳۰             | ۱۸           | ۶                   | ۲۵                  |
| دوقلعه براشک   | بخش قلندرآباد شهرستان فریمان | دوقلعه براشک    | ۲۰۰            | ۸              | ۷            | ۹                   | ۳۰                  |
| ذکرآباد        | بخش مرکزی شهرستان فریمان     | ذکرآباد         | ۲۰۰۰           | ۲۵             | ۶            | ۲                   | ۵                   |
| راه صومعه      | بخش قلندرآباد شهرستان فریمان | نی زار          | ۴۰۰            | ۱۵             | ۱۰           | ۵                   | ۱۵                  |
| رحمت‌آباد       | بخش مرکزی شهرستان فریمان     | رحمت‌آباد        | ۲۰۰۰           | ۱۰۰            | ۳۵           | ۱۰                  | ۳۵                  |
| رزمگاه سفلی    | بخش قلندرآباد شهرستان فریمان | رزمگاه سفلی     | ۱۰۰۰           | ۳۰             | ۲۵           | ۱۰                  | ۳۰                  |
| رزمگاه علیا    | بخش قلندرآباد شهرستان فریمان | رزمگاه علیا     | ۳۵۰            | ۱۴             | ۱۵           | ۵                   | ۱۰                  |
| رزمگاه علیا    | بخش قلندرآباد شهرستان فریمان | رزمگاه علیا     | ۳۰۰            | ۱۶             | ۱۳           | ۷                   | ۳۰                  |
| زرکک           | بخش مرکزی شهرستان فریمان     | زرکک            | ۹۰۰            | ۳۰             | ۱۴           | ۲۰                  | ۴۵                  |
| زیدین          | بخش قلندرآباد شهرستان فریمان | سفید سنگ        | ۱۰۰۰           | ۲۵             | ۱۵           | ۳                   | ۱۵                  |
| سردشت          | بخش مرکزی شهرستان فریمان     | سردشت           | ۱۸۰۰           | ۷۵             | ۳۰           | ۱۵                  | ۴۵                  |
| سرچشمه بداشک   | بخش قلندرآباد شهرستان فریمان | سرچشمه بداشک    | ۳۰۰            | ۱۲             | ۱۵           | ۱۵                  | ۴۵                  |
| سرگدار         | بخش مرکزی شهرستان فریمان     | سرگدار          | ۵۰۰            | ۲۰             | ۴            | ۲                   | ۴                   |
| سعدآباد        | بخش مرکزی شهرستان فریمان     | سعدآباد         | ۳۰۰۰           | ۷۵             | ۳۰           | ۲۰                  | ۶۵                  |
| سلطان‌آباد      | بخش مرکزی شهرستان فریمان     | طوفال           | ۲۰۰۰           | ۵۰             | ۵۰           | ۱۲                  | ۴۰                  |
| سمبا           | بخش مرکزی شهرستان فریمان     | سمبا            | ۷۰۰            | ۱۵             | ۷            | ۱۵                  | ۳۰                  |
| سنجدک          | بخش مرکزی شهرستان فریمان     | سنجدک           | ۴۰۰            | ۳۵             | ۱۲           | ۵                   | ۱۸                  |
| سنجدک          | بخش قلندرآباد شهرستان فریمان | سنجدک           | ۴۰۰            | ۱۵             | ۱۲           | ۱۰                  | ۳۰                  |
| سنگ آتش        | بخش مرکزی شهرستان فریمان     | سنگ آتش         | ۴۵۰            | ۳۰             | ۸            | ۱۵                  | ۴۵                  |
| سنگ بست        | بخش مرکزی شهرستان فریمان     | سنگ بست         | ۲۰۰۰           | ۱۰۰            | ۲۲           | ۲۰                  | ۴۰                  |
| سنگ حاجی       | بخش قلندرآباد شهرستان فریمان | سنگ حاجی        | ۱۱۰۰           | ۴۰             | ۲۵           | ۱۵                  | ۴۰                  |
| سنگ نقره       | بخش قلندرآباد شهرستان فریمان | سنگ نقره        | ۷۰۰            | ۱۸             | ۲۰           | ۱۲                  | ۳۵                  |
| سهل‌آباد        | بخش مرکزی شهرستان فریمان     | سهل‌آباد         | ۲۰۰۰           | ۸۰             | ۴۵           | ۱۶                  | ۵۰                  |
| سیاه سنگ       | بخش قلندرآباد شهرستان فریمان | سیاه سنگ        | ۲۰۰۰           | ۱۰             | ۲۰           | ۸                   | ۲۵                  |
| شریف‌آباد       | بخش مرکزی شهرستان فریمان     | شریف‌آباد        | ۳۵۰۰           | ۷۸             | ۷۵           | ۷۰                  | ۱۱۰                 |
| شوراب سفلی     | بخش مرکزی شهرستان فریمان     | شوراب سفلی      | ۲۰۰۰           | ۲۵             | ۱۰           | ۲۲                  | ۴۵                  |
| شوراب سفلی     | بخش مرکزی شهرستان فریمان     | شوراب سفلی      | ۳۰۰۰           | ۴۰             | ۱۸           | ۸                   | ۳۰                  |
| شیخ عبدول      | بخش قلندرآباد شهرستان فریمان | شیخ عبدول       | ۷۰۰            | ۵              | ۱۲           | ۵                   | ۱۵                  |
| شیرین‌آباد      | بخش مرکزی شهرستان فریمان     | شیرین‌آباد       | ۴۰۰۰           | ۱۰۰            | ۴۰           | ۱۰                  | ۳۲                  |
| صومعه کوچک     | بخش قلندرآباد شهرستان فریمان | صومعه کوچک      | ۴۰۰            | ۱۸             | ۷            | ۶                   | ۳۰                  |
| طالب‌آباد       | بخش مرکزی شهرستان فریمان     | طالب‌آباد        | ۳۰۰۰           | ۹۰             | ۳۰           | ۲۵                  | ۷۰                  |
| طبق سر         | بخش قلندرآباد شهرستان فریمان | کمر زردشاهان    | ۴۰۰            | ۱۲             | ۱۴           | ۵                   | ۲۰                  |
| طراز خاکی      | بخش قلندرآباد شهرستان فریمان | طراز خاکی       | ۶۰۰            | ۱۵             | ۲۵           | ۱۰                  | ۳۰                  |
| طوفال          | بخش مرکزی شهرستان فریمان     | طوفال           | ۳۰۰۰           | ۱۶۰            | ۵۰           | ۵                   | ۵                   |
| علی‌آباد        | بخش مرکزی شهرستان فریمان     | علی‌آباد         | ۴۵۰۰           | ۳۵             | ۴۰           | ۱۰                  | ۳۵                  |
| علی‌آباد گلستان | بخش قلندرآباد شهرستان فریمان | علی‌آباد گلستان  | ۵۰۰            | ۱۸             | ۱۸           | ۶                   | ۲۰                  |
| فرمان شیخ      | بخش قلندرآباد شهرستان فریمان | فرمان شیخ       | ۳۳۰۰           | ۴۵             | ۷۵           | ۲۵                  | ۷۰                  |
| فرهاد گرد      | بخش مرکزی شهرستان فریمان     | فرهاد گرد       | ۳۵۰۰           | ۶۰             | ۷۰           | ۹۰                  | ۲۵۰                 |
| قاسم‌آباد       | بخش مرکزی شهرستان فریمان     | قاسم‌آباد        | ۱۰۰۰           | ۳۰             | ۱۸           | ۵                   | ۳۰                  |
| قره قناتو      | بخش مرکزی شهرستان فریمان     | قره قناتو       | ۶۰۰            | ۸              | ۸            | ۲۰                  | ۳۸                  |
| قصر            | بخش مرکزی شهرستان فریمان     | قصر             | ۲۶۰۰           | ۶۳             | ۵۰           | ۵                   | ۱۵                  |
| قلعه دختر      | بخش قلندرآباد شهرستان فریمان | قلعه دختر       | ۵۰۰            | ۳۰             | ۸            | ۶                   | ۲۰                  |
| قلعه سرخ       | بخش مرکزی شهرستان فریمان     | حسین‌آباد        | ۱۵۰۰           | ۶۰             | ۶            | ۱۰                  | ۱۵                  |
| قلعه سنگی      | بخش مرکزی شهرستان فریمان     | قلعه سنگی       | ۶۰۰            | ۶۰             | ۱۷           | ۱۰                  | ۳۵                  |
| قلعه سنگی      | بخش مرکزی شهرستان فریمان     | قلعه سنگی       | ۴۵۰            | ۳۰             | ۲۵           | ۶                   | ۲۵                  |
| قلعه شیر       | بخش مرکزی شهرستان فریمان     | قلعه شیر        | ۳۰۰            | ۵              | ۷            | ۱۵                  | ۳۵                  |
| لوخی           | بخش مرکزی شهرستان فریمان     | لوخی            | ۳۵۰            | ۱۵             | ۹            | ۶                   | ۲۰                  |
| ماه کاریز      | بخش مرکزی شهرستان فریمان     | ماه کاریز       | ۸۰۰            | ۱۶             | ۸            | ۱۰                  | ۳۵                  |
| محسن‌آباد       | بخش مرکزی شهرستان فریمان     | محسن‌آباد        | ۲۵۰۰           | ۳۰             | ۳۰           | ۱۵                  | ۴۰                  |
| مزار بی آب     | بخش قلندرآباد شهرستان فریمان | مزار بی آب      | ۲۰۰۰           | ۳۵             | ۳۰           | ۱۵                  | ۳۵                  |
| مزاربیاب بالا  | بخش قلندرآباد شهرستان فریمان | مزار بی آب      | ۸۰۰            | ۳۰             | ۱۲           | ۱۸                  | ۴۵                  |
| مزاربیاب پائین | بخش قلندرآباد شهرستان فریمان | مزار بی آب      | ۱۵۰۰           | ۳۵             | ۳۰           | ۱۲                  | ۳۰                  |
| مغول کش        | بخش مرکزی شهرستان فریمان     | مغول کش         | ۲۵۰۰           | ۱۰۰            | ۴۰           | ۲۵                  | ۷۰                  |
| مهرآباد        | بخش مرکزی شهرستان فریمان     | مهرآباد         | ۹۰۰            | ۹              | ۱۸           | ۱۰                  | ۲۵                  |
| موسی‌آباد       | بخش مرکزی شهرستان فریمان     | موسی‌آباد        | ۳۰۰۰           | ۶۰             | ۳۵           | ۱۵                  | ۵۰                  |
| میراسماعیل     | بخش مرکزی شهرستان فریمان     | میراسماعیل      | ۳۰۰            | ۱۴             | ۱۲           | ۱۵                  | ۴۰                  |
| میرحسن         | بخش مرکزی شهرستان فریمان     | میرحسن          | ۲۵۰            | ۱۲             | ۱۳           | ۱۰                  | ۳۵                  |
| میرمحمد        | بخش مرکزی شهرستان فریمان     | میرمحمد         | ۶۰۰            | ۳۰             | ۱۲           | ۱۵                  | ۴۰                  |
| نرگ            | بخش قلندرآباد شهرستان فریمان | نرگ             | ۱۰۰۰           | ۱۷             | ۱۲           | ۲۵                  | ۴۸                  |
| نهسک           | بخش قلندرآباد شهرستان فریمان | نهسک            | ۴۵۰            | ۲۵             | ۱۲           | ۶                   | ۲۵                  |
| نی زار         | بخش قلندرآباد شهرستان فریمان | نی زار          | ۱۰۰۰           | ۲۰             | ۱۵           | ۴                   | ۲۰                  |
| نی زارمرادبخش  | بخش قلندرآباد شهرستان فریمان | نی زار          | ۵۰۰            | ۱۲             | ۱۷           | ۶                   | ۲۵                  |
| هدایت‌آباد      | بخش مرکزی شهرستان فریمان     | هدایت‌آباد       | ۲۵۴۰           | ۷۱             | ۳۵           | ۸                   | ۲۰                  |
| وسط            | بخش قلندرآباد شهرستان فریمان | صومعه برزگ      | ۴۰۰            | ۱۲             | ۷            | ۵                   | ۳۰                  |
| پیوند کهنه     | بخش مرکزی شهرستان فریمان     | پیوند کهنه      | ۲۵۰            | ۲۰             | ۱۲           | ۱۲                  | ۳۲                  |
| چشمه جلال      | بخش مرکزی شهرستان فریمان     | چشمه جلال       | ۸۰۰            | ۱۰             | ۱۵           | ۹                   | ۳۰                  |
| چشمه سبز       | بخش قلندرآباد شهرستان فریمان | چشمه سبز        | ۱۰۰۰           | ۳۰             | ۱۵           | ۱۲                  | ۳۰                  |
| چشمه گلک سفلی  | بخش مرکزی شهرستان فریمان     | چشمه گلک سفلی   | ۴۵۰            | ۲۴             | ۱۲           | ۵                   | ۱۵                  |
| چشمه گلک علیا  | بخش مرکزی شهرستان فریمان     | چشمه گلک علیا   | ۲۰۰            | ۱۲             | ۴۰           | ۵                   | ۱۵                  |
| چشمه گنده      | بخش قلندرآباد شهرستان فریمان | چشمه گنده       | ۴۰۰            | ۱۴             | ۱۰           | ۷                   | ۳۰                  |
| چشمه یونس      | بخش مرکزی شهرستان فریمان     | چشمه یونس       | ۱۵۰            | ۱۴             | ۱۰           | ۱۶                  | ۳۷                  |
| چشمه‌ایوب       | بخش قلندرآباد شهرستان فریمان | چشمه ایوب بالا  | ۸۰۰            | ۳۰             | ۲۲           | ۶                   | ۱۵                  |
| چنار           | بخش مرکزی شهرستان فریمان     | چنار            | ۶۰۰            | ۱۰             | ۹            | ۱۲                  | ۳۰                  |
| چناربو         | بخش قلندرآباد شهرستان فریمان | چناربو          | ۶۰۰            | ۲۰             | ۱۰           | ۱۵                  | ۳۵                  |
| چهار تکاب      | بخش قلندرآباد شهرستان فریمان | چهار تکاب       | ۱۸۰۰           | ۳۵             | ۲۰           | ۵                   | ۲۰                  |
| چکاب           | بخش مرکزی شهرستان فریمان     | چکاب            | ۲۵۰۰           | ۴۸             | ۱۴           | ۱۵                  | ۵۰                  |
| کاریز محمدجان  | بخش قلندرآباد شهرستان فریمان | کاریز محمدجان   | ۴۰۰۰           | ۸۰             | ۱۲           | ۳۰                  | ۸۰                  |
| کاریز نو       | بخش مرکزی شهرستان فریمان     | کاریز نو        | ۹۰۰            | ۳۵             | ۱۸           | ۲۵                  | ۸۰                  |
| کاریزبداق      | بخش قلندرآباد شهرستان فریمان | کاریزبداق       | ۱۰۰۰           | ۱۰             | ۵            | ۲۰                  | ۵۵                  |
| کاریزبداقابکو  | بخش قلندرآباد شهرستان فریمان | کاریزبداق       | ۶۰۰            | ۱۸             | ۱۲           | ۳۰                  | ۷۵                  |
| کاریزمه        | بخش مرکزی شهرستان فریمان     | کاریزمه         | ۱۵۰۰           | ۶۰             | ۲۰           | ۳۵                  | ۷۰                  |
| کاریزگردومه    | بخش قلندرآباد شهرستان فریمان | کاریزگردومه     | ۴۰۰            | ۲۵             | ۱۰           | ۷                   | ۲۴                  |
| کته گوش        | بخش مرکزی شهرستان فریمان     | کته گوش         | ۴۰۰            | ۸۰             | ۸            | ۱۵                  | ۵۰                  |
| کته‌شمشیر علیا  | بخش قلندرآباد شهرستان فریمان | کته شمشیر علیا  | ۳۳۰۰           | ۶۰             | ۱۵           | ۲۰                  | ۴۰                  |
| کج درخت        | بخش مرکزی شهرستان فریمان     | کج درخت         | ۱۲۰۰           | ۱۲             | ۸            | ۷                   | ۱۴                  |
| کلات عباس      | بخش قلندرآباد شهرستان فریمان | کلات عباس پا’ین | ۵۰۰            | ۳۵             | ۱۲           | ۴                   | ۱۵                  |
| کلات عباس      | بخش قلندرآباد شهرستان فریمان | کلات عباس بالا  | ۴۰۰            | ۳۰             | ۲۰           | ۵                   | ۲۵                  |
| کلات عباس وسط  | بخش قلندرآباد شهرستان فریمان | کلات عباس وسط   | ۲۵۰            | ۲۰             | ۵            | ۵                   | ۱۰                  |
| کلاته خونی     | بخش مرکزی شهرستان فریمان     | کلاته خونی      | ۱۰۰۰           | ۱۰             | ۹            | ۶                   | ۱۸                  |
| کلاته رحمان    | بخش قلندرآباد شهرستان فریمان | کلاته رحمان     | ۷۰۰            | ۱۰             | ۱۲           | ۸                   | ۲۰                  |
| کلاته عظیم     | بخش مرکزی شهرستان فریمان     | کلاته عظیم      | ۸۰۰            | ۲۰             | ۲۵           | ۷                   | ۱۵                  |
| کلارکته        | بخش مرکزی شهرستان فریمان     | کلارکته         | ۱۰۰۰           | ۲۸             | ۲۰           | ۱۰                  | ۲۰                  |
| کلاه بخش       | بخش مرکزی شهرستان فریمان     | کلاه بخش        | ۲۲۰۰           | ۳۵             | ۳۵           | ۹                   | ۳۰                  |
| کمر زرد تلخ    | بخش مرکزی شهرستان فریمان     | کمر زرد علیا    | ۷۰۰            | ۱۰             | ۱۶           | ۵                   | ۱۵                  |
| کمر زرد سفلی   | بخش مرکزی شهرستان فریمان     | کمر زرد سفلی    | ۵۰۰            | ۶              | ۷            | ۴                   | ۱۴                  |
| کمر زرد علیا   | بخش مرکزی شهرستان فریمان     | کمر زرد علیا    | ۱۸۰            | ۵              | ۶            | ۵                   | ۱۵                  |
| کمرزردتلخ      | بخش مرکزی شهرستان فریمان     | کمر زرد علیا    | ۱۰۰            | ۵              | ۶            | ۵                   | ۲۵                  |
| گاودوشه        | بخش مرکزی شهرستان فریمان     | گاودوشه محمدابا | ۱۲۰۰           | ۱۰۰            | ۱۴           | ۴                   | ۱۲                  |
| گدامحمد        | بخش قلندرآباد شهرستان فریمان | گدامحمد         | ۷۰۰            | ۱۵             | ۲۲           | ۱۲                  | ۲۵                  |
| گردالود        | بخش مرکزی شهرستان فریمان     | گردالود         | ۳۰۰۰           | ۵۰             | ۳۰           | ۱۵                  | ۳۵                  |
| گل شیخ         | بخش قلندرآباد شهرستان فریمان | گل شیخ          | ۶۰۰            | ۴۰             | ۱۵           | ۱۰                  | ۳۵                  |
| گلایه          | بخش قلندرآباد شهرستان فریمان | گلایه           | ۱۵۰۰           | ۴۰             | ۳۰           | ۲۰                  | ۴۰                  |
| گلستان         | بخش قلندرآباد شهرستان فریمان | گلستان          | ۱۰۰۰           | ۱۰             | ۱۲           | ۲۵                  | ۴۵                  |
| گلمی بالا      | بخش مرکزی شهرستان فریمان     | گلمی بالا       | ۱۰۰۰           | ۱۱۰            | ۷۰           | ۲۳                  | ۶۰                  |
| گله چشمه       | بخش مرکزی شهرستان فریمان     | گله چشمه        | ۵۰۰            | ۱۲             | ۶            | ۵                   | ۲۰                  |
| گنبدک          | بخش قلندرآباد شهرستان فریمان | گنبدک           | ۷۰۰            | ۱۵             | ۱۲           | ۵                   | ۲۰                  |
| گنگک           | بخش مرکزی شهرستان فریمان     | گنگک            | ۵۰۰            | ۱۱             | ۹            | ۶                   | ۲۰                  |